# 坐禅

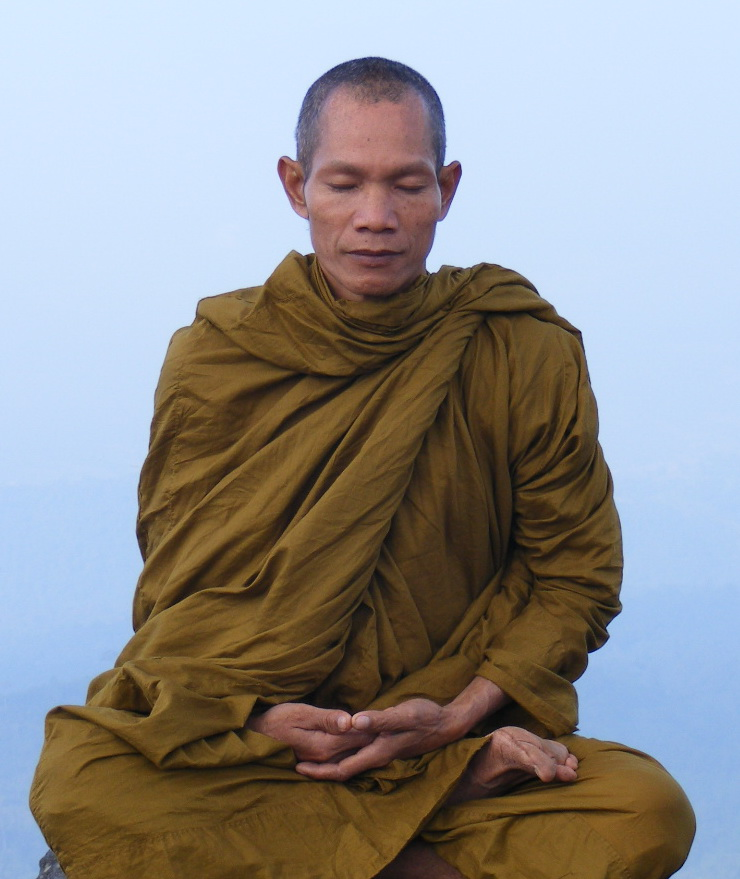
半跏趺坐。タイの僧侶

坐禅（ざぜん）、独坐（どくざ、Paṭisallāne）とは、仏教で姿勢を正して坐った状態で精神統一（瞑想）を行う、禅宗の基本的な修行法。坐禅での本式の坐法は結跏趺坐、略式は半跏趺坐とされる。これらに付随する調整的なものとして後述の経行（きんひん）があり、経行は立禅や歩行禅を内容とする。なお、立禅については仏教由来の坐禅に付随するものとは別に、仙術や導引術などの系統を引くものもある。「坐」が正式だが、当用漢字・常用漢字に含まれないため座禅とも書く。

## 思想
「坐禅」は鳩摩羅什がサンスクリット語のPratisṃlayanaを漢訳した概念である。

Paṭisallāne bhikkhave, yogamāpajjatha. 

Paṭisallīno bhikkhave, bhikkhu yathābhūtaṃ pajānāti. Kiñci yathābhūtaṃ pajānāti: 

rūpassa samudayañca atthagamañca, vedanāya samudayañca atthagamañca, saññāya samudayañca atthagamañca, saṃkhārānaṃ samudayañca atthagamañca, viññāṇassa samudayañca atthagamañca.
比丘たちよ、独坐によって瑜伽（修行,瞑想）に至りなさい。

比丘たちよ、独坐した比丘には如実に判明する。何が如実に判明するのか？

色（Rupa）は無常であると如実に判明し、受（Vedanā）は無常であると如実に判明し、想（saññā）は無常であると如実に判明し、サンカーラは無常であると如実に判明し、識（viññāṇa）は無常であると如実に判明する。
—パーリ仏典,  相応部蘊相応 6.独坐経 Paṭisallāṇa Sutta, Sri Lanka Tripitaka Project
ユングは禅宗の瞑想法（坐禅）の特異性を指摘しており、「禅は、その原理上の無前提性によって他のすべての哲学的または宗教的な瞑想の修業とは区別される」という。禅では視覚的イメージなどを描くことをせず、一切の念（イメージ）を切って禅定を得る。これは密教の瞑想法の阿字観瞑想法（阿字観本尊を胸中でイメージする瞑想）、仏教の『観無量寿経』にある「定善観」（釈迦が説いた瞑想法の一つで太陽、水、宝樹、宝地などの情景を段階を追ってイメージする瞑想）、道教の『太乙金華宗旨』にある瞑想法（光や金華をイメージする瞑想）などとは異なる。
坐禅については対照的な二つの態度があるとされる。その一つは五祖の行跡にある「看一字」に由来する坐禅中に意識を集中する坐禅観、もう一つは南嶽懐譲の『磨塼作鏡』にある「坐禅豈得作仏耶」あるいは薬山惟儼の「非思量」にみられる坐禅観で、両者はそれぞれ原理的に意識の集中と意識の成り切りを意味するとされる。坐禅観の違いは、公案など問答を通して「公案工夫」をもって見性しようとする臨済宗（臨済禅）の看話禅（かんなぜん）と「只管打坐」のもとひたすら坐禅を行う曹洞宗（曹洞禅）の黙照禅の違いとして現れている。
禅では公案工夫や只管打坐による坐禅を通して一切の念を切るのに対し、浄土教では称名念仏（繰り返しの口称）により一切の念を切る点で特徴が異なる。

## 作法

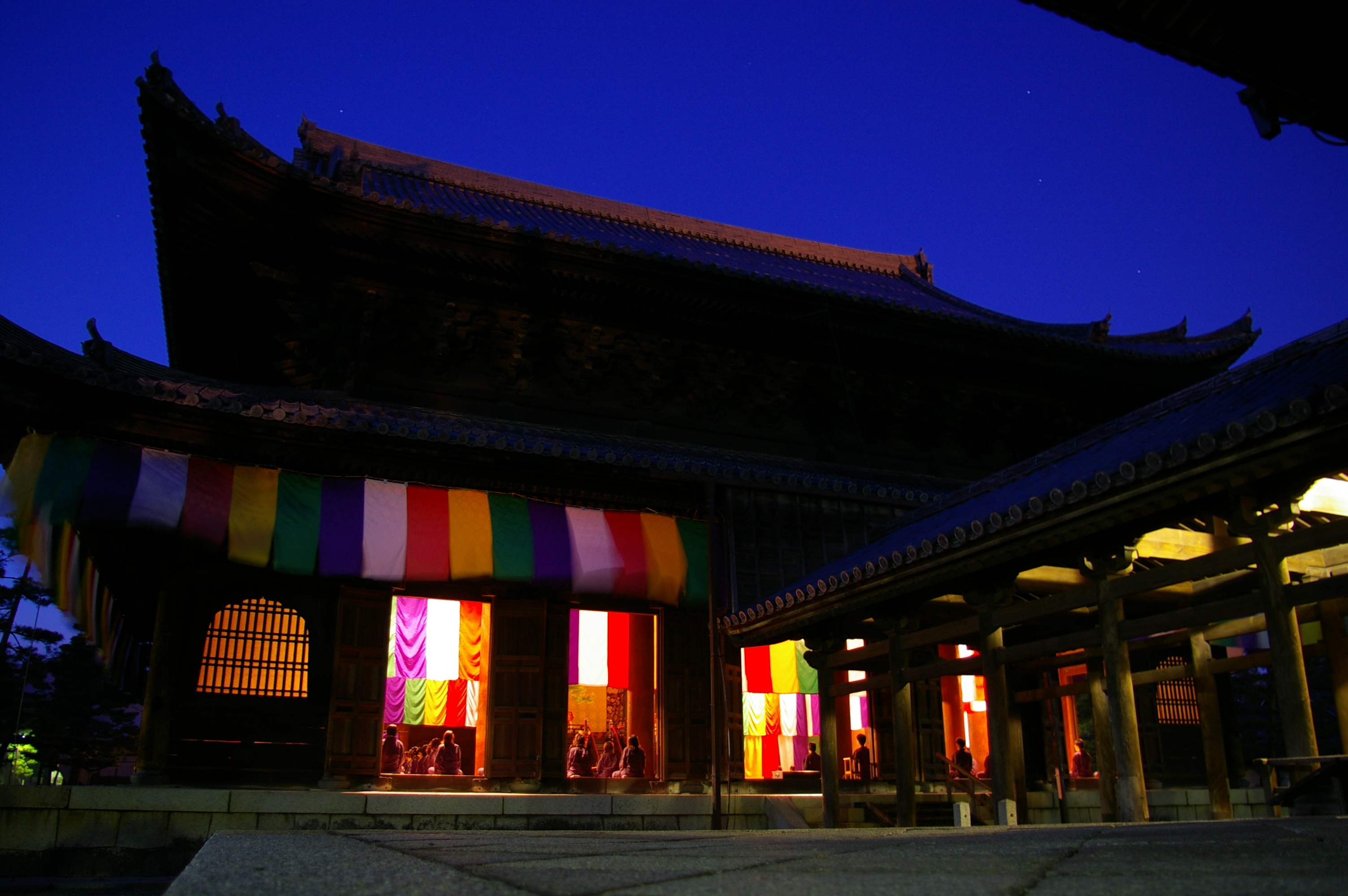
座禅の風景、妙心寺

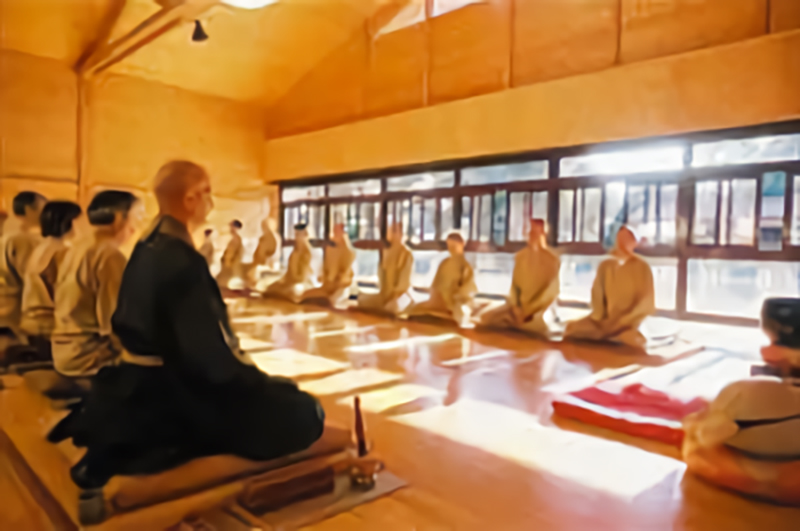
ヨーロッパ臨済禅センターの坐禅

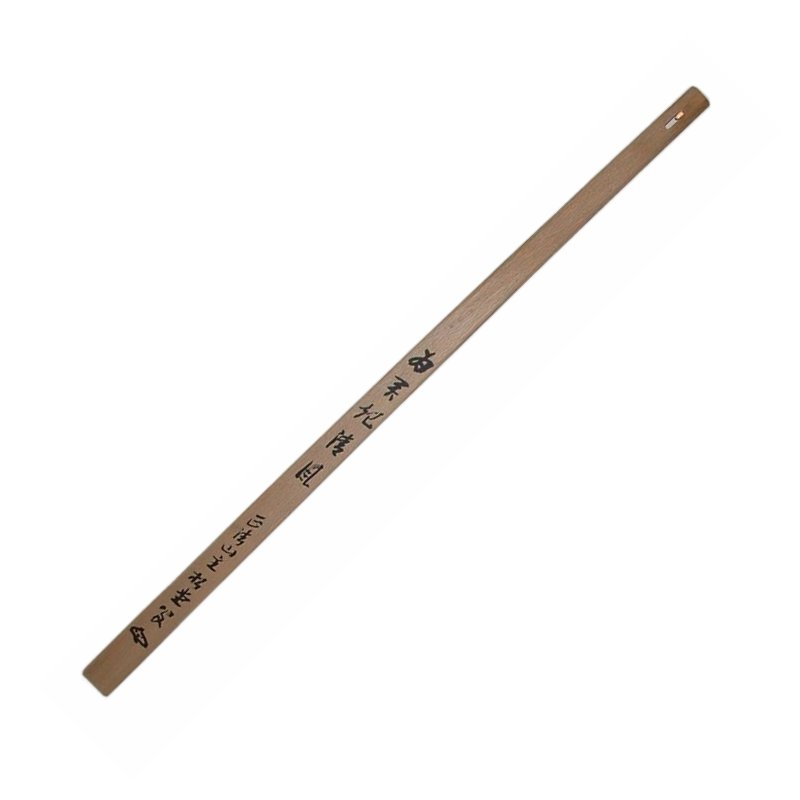
警策

現存する坐禅の心構えや意義、方法を記した最も古いものが雲門宗の長蘆宗賾の著した『禅苑清規』に収められる「坐禅儀」であり、蘭渓道隆や道元も坐禅儀を書く上で手本にしたとされる。

### 宗門での実施
禅宗では、臨済宗や曹洞宗など宗派によって坐禅の方法論に違いがみられる。また、臨済宗では壁を背にして対面して座るのに対し、曹洞宗では壁を向いて座る（壁面）といった違いもある。坐禅堂に入る手順や配役、堂内での進退や鳴物については時代による変遷も見られる。
道元は『弁道法』において坐禅の時間について「後夜（暁天）坐禅・早晨坐禅・晡時坐禅・黄昏（初夜）坐禅」の「四時坐禅」について述べている。中国の清規には四時坐禅の定めはなく、特に時間を定めずに行う「随坐」という形式がとられていたとみられる。ただし、「四時坐禅」が中国で成立した可能性も残されている。
『昭和修訂曹洞宗行持軌範』（第一章・日分行持、第一暁天坐禅）では作法について次の順序で解説されている。
1. 振鈴（起床の合図[11]）
2. 洗面
3. 諸寮衆入堂
4. 入堂順序
5. 首座巡堂
6. 住持検単
7. 止静（坐禅の始まりの合図[11]）
8. 警策法
9. 暁鐘
10. 直堂交牌
11. 開静（坐禅の終わりを告げる合図[11]）

なお、この後ろに搭袈裟の記述があるが僧堂での直接の作法に関する記述ではない。

### 坐法
禅では、まず身体を調えるように努力し、身体が調えば心も調うようになると考える。禅の「威儀即仏法」という言葉は「形を整えることがそのまま仏法である」であるという意である。
概ね調身・調息・調心という3つの段階から成る。
調身
身を調えることをいう。坐蒲を使用して結跏趺坐（けっかふざ）もしくは半跏趺坐（はんかふざ）で不動の姿勢をとる。結跏趺坐の場合、右足を左ももの上に乗せた後、左足を右ももの上に乗せる。一方、左足のみを右ももに乗せるのが半跏趺坐である。手は法界定印（ほっかいじょういん）を組む。また、目は半眼にして視線を前方に落とす。
調息
息を調えることをいう。『天台小止観』では呼吸の状態には4種類あるとし、「風」（音や声の出る風息）、「喘」（喉につかえた喘息）、「気」（息の荒い気息）ではなく、坐禅中は息の出入が静かな「息」により調息を行うとする。
調心
心を調えることをいう。臨済宗ではそのための工夫として、数息観（心が乱れないよう呼吸数をひたすら数える観法）、随息観（数は数えずに呼吸の出入りに従う観法）、公案がある。一方、曹洞宗では「正身端坐」を第一とし、正しく座れば、呼吸も自然に調うとする「只管打坐」「無念無想」という考え方を取る。
一回の坐禅は「一炷」（線香一本が燃焼する時間。臨済宗では「シュ」、曹洞宗では「チュウ」。約40分 - 1時間）を一単位として行う。
姿勢の崩れを正すために警策で肩を叩いてもらったり、経行（きんひん）を行う。経行（きんひん）は坐禅に付随して調整的に行われる立禅や歩行禅である。また、坐禅の間の休憩時間を抽解という。医学上、坐禅中は呼吸がゆっくりになることが観察されている。この呼吸数の低下はエネルギー代謝の低下を示すものであり、脳波の変化とともに脳の活動水準の低下が原因と考えられている。経行や坐禅前後の深呼吸は、坐禅中に生じた酸素不足を効果的に解消する。現代の僧堂や座禅会では経行（あるいは抽解）は鐘を合図に一斉に行うものとなっているが、特に近代以降に一般の参禅者や参禅会が増えたことから経行の画一化が図られたともいわれる。

## 参禅会
一般向けには参禅会や坐禅体験などが開催されており、椅子坐禅のような形式もある。